# 廓州 (北周)
廓州，中国古代的州。
北周建德五年（576年）西逐吐谷浑，又得河南地置，治所在浇河郡（治今青海省贵德县）。“以开廓边境为义”（《元和郡县志》）。辖境约当今青海省贵德、化隆、尖扎、同仁等县地。隋朝大业三年（607年）改置浇河郡。唐朝武德二年（619年）复置。治所在化隆县（后改为化成县、广威县，今化隆回族自治县西南群科镇，一说今县南甘都镇）。辖境约当今化隆县西部、贵德县南部及尖扎县地。属陇右道。
乾元元年（758年）后地入吐蕃。北宋熙宁后收复，元符二年（1099年）改置宁塞城。崇宁三年（1104年）弃之，是年收复仍置州，五年废郭下广威县。大观后废。
| 隋朝行政区划变迁 | 隋朝行政区划变迁     | 隋朝行政区划变迁 | 隋朝行政区划变迁 | 隋朝行政区划变迁 |
| 区分             | 開皇元年             | 開皇元年         | 区分             | 大業3年          |
| ---------------- | -------------------- | ---------------- | ---------------- | ---------------- |
| 州               | 廓州                 | 廓州             | 郡               | 澆河郡           |
| 郡               | 洮河郡               | 達化郡           | 县               | 河津县 達化县    |
| 县               | 洮河县 广威县 安戎县 | 達化县 綏遠县    | 县               | 河津县 達化县    |

唐代廓州刺史
- 且洛生（贞观初年）
- 柳楷（贞观年间）
- 纪及（高宗前期）
- 陶大有（高宗前期）
- 陶大举（668年—669年）
- 左感意（开元初年）
- 盖思贵（716年）
- 康承献（754年，宁塞郡太守）[3]